# Bobrovček
Bobrovček (Hongaars: Kisbobróc) is een Slowaakse gemeente in de regio Žilina, en maakt deel uit van het district Liptovský Mikuláš.
Bobrovček telt 185 inwoners.